# 何寶生 (傳道)
何寶生（1956年—2024年），香港基督教傳道人、出版人及音樂人，於2004年先後創立了國度事奉中心及國度復興報，曾任國度事奉中心總幹事、香港以琳書房執行董事、新福事工協會有限公司董事及協盛建築集團文化推動總監。
何寶生於1995年協助建築師徐鎮將台灣以琳書房業務拓展到香港。何寶生同時開拓香港基督教出版業市場，除了經營香港以琳書房，亦創立國度復興報、免費校園雜誌 《Crossman 》及《Dreamates》，後者曾於全港超過470間中學、150間以上Café 及店鋪免費派發。
何寶生於2018年曾參與 《We are with you 溫文五牧演唱會》，結合劉穎、何志滌、陳恩明、譚子舜四位香港教會牧者，聯同多位基督徒藝人如車婉婉、鍾舒祺、甄詠珊、蔡瀚億、陳卓賢等，於香港旺角麥花臣場館完成兩場演出。